# Комаров В'ячеслав Олександрович
В'ячеслав Олександрович Комаров (нар. 31 січня 1950) — радянський футболіст, виступав на позиції нападника, згодом російський тренер.

## Кар'єра гравця
У 1973 році грав за «Таврію». У футболці сімферопольського зіграв 23 матчі в 2-й підгрупі Класу «А», в яких відзначився 2-а голами. Наступного року перебрався до семипалатинського «Спартака». У 1976 році перебував у заявці «Ельбруса», проте у футболці нальчикського клубу в чемпіонатах СРСР не зіграв жодного поєдинку.

## Кар'єра тренера
По завершенні кар'єри гравця розпочав тренерську діяльність. З 1997 по 1999 рік допомагав тренувати московський ЦСКА. У 1998 та 2000 роках працював головним тренером другої команди московських «армійців». З 2001 по 2002 рік працював тренером, головним тренером та тренером-консультантом у краснодарській «Кубані». У 2003 році допомагав тренувати казахський «Тобол» та російський «Чорноморець» (Новоросійськ). У 2004 році очолив клуб Другого дивізіону ФК «Видне». З січня по травень 2005 року допомагав тренувати казахський «Женіс». Потім працював головним тренером молодіжненської «Кримтеплиці». З листопада по грудень 2005 року — спортивний директор «Кримтеплиці» (Молодіжне).
У 2006 році потрапив у серйозну автомобільну катастрофу, в якій ледве вижив. 